# روقب (حديبو)

تعديل مصدري - تعديل

روقب هي إحدى قرى مديرية حديبو التابعة لمحافظة سقطرى، بلغ تعداد سكانها 11 نسمة حسب تعداد اليمن لعام 2004.